# Haemaphysalis sinensis
Haemaphysalis sinensis este o specie de căpușe din genul Haemaphysalis, familia Ixodidae, descrisă de Zhang în anul 1981. Conform Catalogue of Life specia Haemaphysalis sinensis nu are subspecii cunoscute.